# Natação nos Jogos Europeus de 2015 - 100 m borboleta masculino
A competição dos 100 metros borboleta masculino foi um dos eventos da natação nos Jogos Europeus de 2015, em Baku, no Azerbaijão. Foi disputada no Centro Aquático de Baku nos dias 26 e 27 de junho.

## Calendário
Horário de verão do Azerbaijão (UTC+5).
| Data        | Horário | Fase         |
| ----------- | ------- | ------------ |
| 26 de junho | 10:41   | Eliminatória |
| 26 de junho | 17:52   | Semifinal    |
| 27 de junho | 18:50   | Final        |

## Medalhistas
| Ouro   | RUS Daniil Pakhomov |
| Prata  | ESP Alberto Lozano  |
| Bronze | RUS Daniil Antipov  |

## Recordes
Antes desta competição, os recordes mundiais e dos jogos europeus dessa prova eram os seguintes:
| Tipo                       | Atleta             | Tempo | Local | Data                |
| -------------------------- | ------------------ | ----- | ----- | ------------------- |
|                            | USA Michael Phelps | 49s82 | Roma  | 1 de agosto de 2009 |
| Recorde dos Jogos Europeus | Não estabelecido   | –     |       |                     |

Os seguintes recordes mundiais ou dos jogos europeus foram estabelecidos durante esta competição:
| Data        | Evento    | Nome            | Nacionalidade | Tempo | Notas                      |
| ----------- | --------- | --------------- | ------------- | ----- | -------------------------- |
| 26 de junho | Semifinal | Daniil Pakhomov | Rússia        | 52.13 | Recorde dos Jogos Europeus |

## Resultados

### Eliminatórias
A eliminatória foi realizada no dia 26 de junho. 
| Pos. | Bateria | Raia | Nadador                   | Nacionalidade            | Tempo   | Notas  |
| ---- | ------- | ---- | ------------------------- | ------------------------ | ------- | ------ |
| 1    | 6       | 4    | Daniil Pakhomov           | RUS Rússia               | 52.25   | Q,     |
| 2    | 6       | 3    | Alberto Lozano            | ESP Espanha              | 53.55   | Q      |
| 3    | 5       | 5    | Daniil Antipov            | RUS Rússia               | 53.59   | Q      |
| 4    | 4       | 4    | Roman Shevliakov          | RUS Rússia               | 53.75   |        |
| 5    | 5       | 4    | Giacomo Carini            | ITA Itália               | 54.06   | Q      |
| 6    | 6       | 2    | Artūrs Pesockis           | LAT Letônia              | 54.08   | Q      |
| 7    | 6       | 1    | Daniel Zaitsev            | EST Estônia              | 54.22   | Q      |
| 8    | 5       | 6    | Michał Chudy              | POL Polônia              | 54.25   | Q      |
| 9    | 6       | 7    | Guillaume Garzotto        | FRA França               | 54.48   | Q      |
| 10   | 6       | 6    | Johannes Tesch            | GER Alemanha             | 54.57   | Q      |
| 11   | 6       | 5    | Filip Milcevic            | AUT Áustria              | 54.62   | Q      |
| 12   | 5       | 2    | Dries Vangoetsenhoven     | BEL Bélgica              | 55.09   | Q      |
| 13   | 5       | 7    | Ante Lučev                | CRO Croácia              | 55.10   | Q      |
| 14   | 4       | 3    | Paulus Schön              | GER Alemanha             | 55.20   | Q      |
| 15   | 4       | 7    | Vladimír Štefánik         | SVK Eslováquia           | 55.32   | Q      |
| 16   | 5       | 8    | Erge Can Gezmiş           | TUR Turquia              | 55.47   | Q, RET |
| 17   | 4       | 1    | Christian Ferraro         | ITA Itália               | 55.55   | Q      |
| 18   | 6       | 0    | Matthias Marsau           | FRA França               | 55.68   | Q      |
| 19   | 4       | 6    | Enzo Nardozza             | ITA Itália               | 55.71   |        |
| 19   | 4       | 9    | Berk Özkul                | TUR Turquia              | 55.71   |        |
| 21   | 4       | 2    | Javier Barrena            | ESP Espanha              | 55.80   |        |
| 22   | 5       | 1    | Illia Pidvalnyi           | UKR Ucrânia              | 55.91   |        |
| 23   | 6       | 8    | Damian Chrzanowski        | POL Polônia              | 55.96   |        |
| 24   | 3       | 6    | Ivan Andrianov            | AZE Azerbaijão           | 56.03   |        |
| 25   | 5       | 0    | Niko Mäkelä               | FIN Finlândia            | 56.07   |        |
| 26   | 3       | 0    | Gabriel Lópes             | POR Portugal             | 56.13   |        |
| 27   | 4       | 5    | Mikhail Vekovishchev      | RUS Rússia               | 56.19   |        |
| 28   | 4       | 0    | Thomas Maurer             | SUI Suíça                | 56.23   |        |
| 29   | 6       | 9    | Markus Malm               | SWE Suécia               | 56.25   |        |
| 30   | 3       | 3    | Márk Tekauer              | HUN Hungria              | 56.26   |        |
| 31   | 3       | 1    | Paul Hentschel            | GER Alemanha             | 56.29   |        |
| 32   | 3       | 7    | James Brown               | IRL Irlanda              | 56.33   |        |
| 33   | 5       | 3    | Dmytro Prozhoha           | UKR Ucrânia              | 56.37   |        |
| 34   | 3       | 5    | Cevin Siim                | EST Estônia              | 56.38   |        |
| 35   | 3       | 9    | Pavel Bashura             | BLR Bielorrússia         | 56.44   |        |
| 36   | 1       | 7    | Akaki Vashakidze          | GEO Geórgia              | 56.50   |        |
| 37   | 3       | 4    | Kirill Baron              | ISR Israel               | 56.55   |        |
| 38   | 2       | 3    | Mateusz Żurawicz          | POL Polônia              | 56.58   |        |
| 39   | 1       | 3    | Samet Alkan               | TUR Turquia              | 56.78   |        |
| 40   | 3       | 8    | Maximilian Forstenhäusler | GER Alemanha             | 56.79   |        |
| 41   | 4       | 8    | Matija Pucarević          | SRB Sérvia               | 56.88   |        |
| 42   | 2       | 1    | Meiron Cheruti            | ISR Israel               | 57.02   |        |
| 43   | 3       | 2    | Michał Brzuś              | POL Polônia              | 57.07   |        |
| 44   | 5       | 9    | Henry Kerman              | SWE Suécia               | 57.38   |        |
| 45   | 2       | 8    | Nikita Saunonen           | FIN Finlândia            | 57.57   |        |
| 46   | 1       | 6    | Vlas Cononov              | MDA Moldávia             | 57.65   |        |
| 47   | 2       | 6    | Blaž Demšar               | SLO Eslovênia            | 57.89   |        |
| 48   | 2       | 4    | Alan Corby                | IRL Irlanda              | 57.91   |        |
| 49   | 2       | 2    | Ole-Mikal Fløgstad        | NOR Noruega              | 57.99   |        |
| 50   | 2       | 0    | Nazarii Kosylo            | UKR Ucrânia              | 58.02   |        |
| 51   | 2       | 9    | Cla Remund                | SUI Suíça                | 58.13   |        |
| 52   | 1       | 2    | Maid Sukanović            | BIH Bósnia e Herzegovina | 58.22   |        |
| 53   | 1       | 4    | Takis Papadopoulos        | CYP Chipre               | 59.14   |        |
| 54   | 2       | 7    | Timothy Schlatter         | SUI Suíça                | 59.28   |        |
| 55   | 1       | 5    | Murat Ayhan               | AZE Azerbaijão           | 1:02.33 |        |
| 56   | 2       | 5    | Benjamin Doyle            | IRL Irlanda              | DSQ     |        |

### Semifinal
A semifinal foi realizada no dia 26 de junho.

#### Semifinal 1
| Pos. | Raia | Nadador            | Nacionalidade  | Tempo | Notas |
| ---- | ---- | ------------------ | -------------- | ----- | ----- |
| 1    | 4    | Alberto Lozano     | ESP Espanha    | 53.23 | Q     |
| 2    | 5    | Giacomo Carini     | ITA Itália     | 53.79 | Q     |
| 3    | 3    | Daniel Zaitsev     | EST Estônia    | 54.05 | q     |
| 4    | 6    | Guillaume Garzotto | FRA França     | 54.54 |       |
| 5    | 1    | Vladimír Štefánik  | SVK Eslováquia | 54.59 |       |
| 6    | 7    | Ante Lučev         | CRO Croácia    | 54.75 |       |
| 7    | 2    | Filip Milcevic     | AUT Áustria    | 54.76 |       |
| 8    | 8    | Matthias Marsau    | FRA França     | 55.59 |       |

#### Semifinal 2
| Pos. | Raia | Nadador               | Nacionalidade | Tempo | Notas |
| ---- | ---- | --------------------- | ------------- | ----- | ----- |
| 1    | 4    | Daniil Pakhomov       | RUS Rússia    | 52.13 | Q,    |
| 2    | 5    | Daniil Antipov        | RUS Rússia    | 53.67 | Q     |
| 3    | 6    | Michał Chudy          | POL Polônia   | 53.96 | q     |
| 4    | 3    | Artūrs Pesockis       | LAT Letônia   | 53.99 | q     |
| 5    | 7    | Dries Vangoetsenhoven | BEL Bélgica   | 54.28 | q     |
| 6    | 1    | Paulus Schön          | GER Alemanha  | 54.42 |       |
| 7    | 2    | Johannes Tesch        | GER Alemanha  | 54.58 |       |
| 8    | 8    | Christian Ferraro     | ITA Itália    | 55.50 |       |

### Final
A final foi realizada no dia 27 de junho.
| Pos.              | Raia | Nadador               | Nacionalidade | Tempo | Notas |
| ----------------- | ---- | --------------------- | ------------- | ----- | ----- |
| Medalha de ouro   | 4    | Daniil Pakhomov       | RUS Rússia    | 52.72 |       |
| Medalha de prata  | 5    | Alberto Lozano        | ESP Espanha   | 52.78 |       |
| Medalha de bronze | 3    | Daniil Antipov        | RUS Rússia    | 53.36 |       |
| 4                 | 6    | Giacomo Carini        | ITA Itália    | 53.69 |       |
| 5                 | 2    | Michał Chudy          | POL Polônia   | 53.90 |       |
| 6                 | 7    | Artūrs Pesockis       | LAT Letônia   | 54.10 |       |
| 7                 | 1    | Daniel Zaitsev        | EST Estônia   | 54.15 |       |
| 8                 | 8    | Dries Vangoetsenhoven | BEL Bélgica   | 54.16 |       |

Legenda
| Recorde mundial            | Recorde mundial (World record)                     |                       | Recorde africano                      | Recorde africano (African) |                                           | Q | Classificado por posição (Qualified) |
| Recorde dos Jogos Europeus | Recorde dos Jogos Europeus (European Games record) | Recorde da América    | Recorde da América (Americas)         | q                          | Classificado por melhor tempo (Qualified) |   |                                      |
| Melhor marca do ano        | Melhor marca do ano (World leading)                | Recorde asiático      | Recorde asiático (Asian)              | DNS                        | Não largou (Did not start)                |   |                                      |
| Recorde nacional           | Recorde nacional (National record)                 | Recorde europeu       | Recorde europeu (European)            | DNF                        | Não terminou (Did not finish)             |   |                                      |
| Recorde pessoal            | Recorde pessoal do atleta (Personal best)          | Recorde da Oceania    | Recorde da Oceania (Oceania)          | DSQ / DQ                   | Desclassificado (Disqualified)            |   |                                      |
| Recorde da temporada       | Recorde da temporada do atleta (Season best)       | Recorde sul-americano | Recorde sul-americano (South America) | NM                         | Sem marca (No mark)                       |   |                                      |